# Старобългарски писмени паметници
Старобългарските писмени паметници са източниците за изследване на старобългарския език.
Оцелелите старобългарски писмени паметници от 9-11 век представляват:
- Пергаментни книги или отделни листове от пергаментни книги.
- Епиграфски текстове (надписи) главно върху камък.
- Акростихови творби от старобългарски автори.

Според писмото, на което са написани, старобългарските писмени паметници биват глаголически (на глаголица) и кирилски (на кирилица).

## Пергаментни книги или отделни листове от пергаментни книги

### Глаголически пергаментни книги и листове
- Зографско четвероевангелие
- Мариинско евангелие (Мариинското четвероевангелие)
- Асеманиево евангелие (Асеманиево изборно евангелие)
- Синайски псалтир
- Синайски молитвеник (Синайски евхологий, требник)
- Клоцов сборник
- Охридско евангелие
- Рилски глаголически листове
- Боянски палимпсест
- Ленинградски палимпсест
- Синайски палимпсест
- Зографски палимпсест

### Кирилски пергаментни книги и листове
- Ватикански палимпсест
- Савина книга
- Супрасълски сборник
- Енински апостол
- Хилендарски листове
- Листове на Ундолски
- Добромирово евангелие
- Добрейшово евангелие
- Болонски псалтир
- Радомиров псалтир
- Врачанско евангелие
- Драганов миней
- Софийски песнивец
- Четвероевангелие на цар Иван Александър
- Лалоев апостол
- Братанов миней
- Томичов псалтир
- Манасиева летопис
- Борилов синодик
- Битолски триод
- Македонски кирилски лист
- Зографски листове
- Слуцки псалтир
- Новгородски листове
- Кюстендилски триод
- Ловчански сборник
- Раждавички сборник
- Бдински сборник
- Норовскиия псалтир
- Тертерово евангелие

## Епиграфски текстове
Старобългарската епиграфика изучава надписите с глаголическо и с кирилско писмо от християнската епоха на Първата (865 – 1018 г.) и Втората (1186 – 1396 г.) български държави.
Липсват значителни старобългарски надписи на глаголица от периода IХ-ХI в. Налице са главно отделни глаголически букви, думи или кратки християнски формули (надписът върху северната стена на баптистерия в Кръглата църква в Преслав, Мурфатларски надпис № 4).
Старобългарските епиграфски надписи на кирилица са значително повече, но преобладават недатираните надписи. На науката са известни и няколко датирани надписа на кирилица от Х-ХI в.

## Хартиени писмени паметници
Първите хартиени писмени паметници в България са датирани от XIII век – Дубровнишката и Ватопедската грамота на цар Иван Асен Втори от 1230 година, Търновското четириевангелие от 1273 година и Виргинската грамота на цар Константин – Асен от 1277 година.